# Xianfeng
Xianfeng (Aisin-Gioro Jizhu) (Peking, 17 juli 1831 - Chengde, 22 augustus 1861) was van 1850 tot 1861 keizer van China onder de Qing-dynastie. Hij werd geboren in het elfde regeringsjaar van keizer Daoguang. Zijn moeder was keizerin Xiao Quan Cheng (1808 - 1840) van de Mantsjoe Niuhuru stam.
In 1840 overleed de moeder van Yizhu en werd hij grootgebracht door Dame Jing, later bekend als keizerin Xiao Jing Cheng. Hij werd samen met zijn jongere halfbroer prins Yixin opgevoed. In 1847 werd in zijn vaders testament geschreven dat Yizhu aangewezen werd als kroonprins. Een jaar later trouwde hij met een Dame van de Mantsjoe Sakda stam. Zij overleed echter al in 1849. Yizhi volgde zijn vader Daoguang op in 1850 als keizer Xianfeng.
Xianfengs regeringsperiode staat bekend om de grote problemen die speelden, zoals opstanden (de Nian- en de Taipingopstand), buitenlandse agressie (onder andere opiumoorlog) en inflatie. De keizer scheen een zwakke persoonlijkheid te hebben en liet buitenlandse zaken door zijn jongere broer regelen. Tijdens de tweede Opiumoorlog in 1860 vluchtte hij met zijn gevolg naar Jehol waar hij stierf. Hij werd opgevolgd door zijn enige zoon Zaichun die de regeringsnaam Tongzhi zou krijgen. Deze zoon kreeg hij van zijn concubine Yi, die beter bekend is als keizerin-weduwe Cixi (1835 - 1908). Vlak voor zijn dood had hij een aantal ministers gevraagd om zijn jonge zoon te helpen bij het regeren. Deze ministers zorgden echter voor grote problemen direct na zijn dood. Enkele van deze ministers en prinsen waren Sushun en de grootvader van de toekomstige vrouw van zijn zoon.

## Harem
- Keizerin Xiao De Xian (? - 1849) kwam van de Mantsjoe Sakda stam.
- Keizerin Xiao Zhen Xian (1837 - 1881), beter bekend als keizerin-weduwe Cian.
- Keizerin Xiao Qin Xian (1835 - 1908), beter bekend als keizerin-weduwe Cixi.
- Gemalin Li (1837 - 1890) kwam van de Mantsjoe Tatala stam. Zij was de biologische moeder van keizer Xianfengs enige dochter "prinses Rongan (1855 - 1874)".
- Keizerlijke gemalin Duan Ge (1844 - 1910) kwam van de Mantsjoe Tungiya stam
- Geëerde Gemalin Mei (1837 - 1890) was een bijvrouw van keizer Xianfeng en de moeder van de tweede zoon van de keizer.
- Geëerde gemalin Wan (? - 1894).

## Kinderen
- Prins Zaichun (1856 - 1875) volgde hem op als de keizer Tongzhi.
- Tweede zoon (1858) overleed na enkele maanden. Hij was de zoon van geëerde gemalin Mei.
- Prinses Rongan (1855 - 1874) was de enige dochter van keizer Xianfeng. Haar moeder was gemalin Li.
- adoptie dochter Rongshou (1854 - 1924) was de dochter van prins Yi Xin. Zij werd geadopteerd door keizerin-weduwe Cixi.